# Вокзал Сен-Лазар (серия картин)
«Вокзал Сен-Лазар» (фр. La Gare Saint-Lazare) — серия картин французского живописца Клода Моне, посвящённых парижскому вокзалу Сен-Лазар, созданная в 1877 году. Всего в серии художником было написано 12 полотен. Это была первая серия картин Моне, посвященная одной теме.
На эту серию импрессионистов оказали глубокое влияние модернизация и индустриализация XIX века, в ней изображен оживленный вокзал в разное время суток.
Моне закончил серию «Вокзал Сен-Лазар» в первой половине 1877 года и в том же году выставил семь из двенадцати картин на Третьей выставке импрессионистов. Сегодня картины вокзала Сен-Лазар разбросаны по всему миру, включая Музей Орсе, Художественный музей Фогга, Чикагский институт искусств, Лондонскую национальную галерею, Музей Мармоттан-Моне, Художественный музей Pola, Музей земли Нижняя Саксония и другие частные коллекции.

## История создания
Во время франко-прусской войны 1870—1871 годов Клод Моне находился в Лондоне, а по возвращении в Париж осенью 1871 года он некоторое время снимал мастерскую на улице Или в районе вокзала Сен-Лазар, поэтому район ему был хорошо знаком.
Лето и осень 1876 года Моне провёл в поместье Эрнеста Ошеде в Монжероне, где исполнил по заказу Ошеде четыре больших панно — «Пруд в Монжероне», «Уголок сада в Монжероне» (оба в Эрмитаже), «Индюшки» (Орсе) и «Охотник» (частная коллекция). Благодаря финансовой поддержке Ошеде Моне несколько поправил своё материальное положение и по возвращении из Монжерона в Париж смог заняться интересующими его городскими видами. Он решился на крайне рискованный эксперимент: его внимание привлёк вокзал Сен-Лазар. С этого вокзала поезда отправлялись на нормандское побережье, в Руан, Шату, Буживаль, Лувесьен, Аржантёй, Ветёй, Понтуаз, Эраньи и Живерни — все эти места привлекали Моне и его товарищей-импрессионистов. В то время локомотивы с их высокими дымовыми трубами были символами прогресса. По свидетельству Джона Ревалда, «огромное здание со стеклянной крышей, под которой тяжёлые паровозы выпускали густой пар, приходящие и уходящие поезда, толпы народа и контраст между прозрачным небом и дымящими паровозами — всё это давало необычные, захватывающие сюжеты».
Осенью Моне подал запрос в железнодорожную контору на разрешение работать на вокзале и получил его в самом конце года. 17 января 1877 года он сообщил издателю Жоржу Шарпантье, что переезжает на улицу Монсо, 17, недалеко от вокзала. Его квартира находилась на первом этаже пятиэтажного дома и была типичной для холостяцких квартир, столь распространённых в Париже в XIX веке. Там была маленькая комната без камина, спальня, чулан и совершенно не было места для мастерской. Комната была сдана на имя Гюстава Кайботта, который ежеквартально отдавал своему другу 175 франков, чтобы тот мог оплатить аренду.
Моне не в первый раз занялся железнодорожной тематикой — ранее им было написано несколько картин на подобные сюжеты. Впервые вокзальные задворки он изобразил на картине 1872 года «Железнодорожная станция в Аржантёй» (холст, масло; 48 × 72 см; Орсе, инв. № RF 1986 55, в 1986—1997 годах хранилась и выставлялась в музее Таве-Делакур, Понтуаз, инв. № P.1986.1, затем вернулась в Орсе, с 2012 выставляется в Городском замке Овер-сюр-Уаз). В 1875 году была написана картина «Поезд в снегу» (холст, масло; 59 × 78 см; музей Мармоттан-Моне, инв. № 4017). И наконец летом 1876 года Моне создал «Прибытие поезда в Монжерон» (холст, масло; 81 × 60 см; частная коллекция в США).
- Вокзал в Аржантёй. 1872. Городской замок Овер-сюр-Уаз
- Поезд в снегу. 1875. Мармоттан-Моне
- Прибытие поезда в Монжерон. 1876. Частная коллекция

Моне работал над картинами с конца осени и всю зиму 1876/1877 года. Фактически это был его первый опыт работы над единой серией картин: «он изучал один и тот же мотив в различных аспектах <…> и продолжал энергично и мастерски схватывать специфический характер самого места и его атмосферы». Оскар Рейтерсверд отмечает, что Моне не просто бродил с мольбертом вокруг вокзала и запечатлевал подъездные пути и сортировочные станции, он «в сущности охотился за новыми художественными идеями». Моне действовал как художник-сенсуалист и «стремился уловить страстную напряжённость в этом наполненном шумом и лязгом зрелище, которое он расчленял и разделял на смутные и разорванные фрагметны, подобные собственным ощущениям. Он взрыхлял стальные корпуса и чугунные конструкции, лишал механизмы их технического содержания и проецировал на полотно лишь их свойства, рождающие у зрителя тревогу». Многие прохожие возмущались присутствием художника в столь странной по их мнению обстановке.
4 апреля 1877 года в Париже открылась Третья выставка импрессионистов. На ней среди прочих своих работ Моне представил семь картин из серии (указан номер по каталогу-резоне Д. Вильденштейна, в скобках номер по выставочному каталогу) — W438 (102), W439 (100), W440 (97), W442 (98), W444, W447 и W448 (116, 117, 118 — номера последних трёх картин невозможно точно соотнести с номерами по выставочному каталогу, где они указаны просто под названием «Вокзал Сен-Лазар», без дополнительных уточнений). Рейтерсверд ошибочно утверждает, что в выставочный каталог было включено лишь шесть картин, одна шла без каталога.
В день открытия в газете Le Figaro был опубликован отзыв о выставке Альбера Мийо: «Болезненное любопытство привело нас в этот музей ужасов, названный выставкой импрессионистов. <…> Ни в одной из картин нет ни намёка на мысль или творческую идею. <…> Художник хотел одновременно создать впечатление уходящего поезда и поезда стоящего, и в конце концов удалось поразить нас неприятным ощущением, какое испытываешь, слыша одновременно свист нескольких локомотивов». В следующие дни хлынула целая волна крайне ругательных рецензий: «Вещи Клода Моне самые смехотворные на выставке», «Критика имеет право выразить своё замешательство перед этими дурацкими пейзажами», «Это намеренно отталкивающее и отвратительное сумасшествие», «А когда мы подошли к железнодорожным вокзалам — а такими их видеть мог только Моне — нас обуял хохот», «Имеет ли перрон, пышащий жаром и водяным паром, что либо общее с фиолетовыми и причудливыми вокзалами мсье Моне?». О Моне и Сезанне, против которых в основном и была направлена большая часть максимально негативных высказываний, в целом говорилось: «Дети, развлекающиеся бумагой и красками, добиваются большего успеха», «Они вызывают смех в то время, когда над ними следовало бы плакать. Они проявляют глубочайшую безграмотность в рисунке, композиции и передаче цвета». Суммируя подобные критические выпады, Рейтерсверд констатирует, что художественные критики в массе своей, столкнувшись с искусством импрессионистов, лишились способности понимать его.
Редкие комплиментарные реплики тонули в огромной массе подобных, не стесняющихся в выражениях, репортажах. Лишь Жорж Ривьер в нескольких больших статьях выступил в защиту импрессионистов в целом и Моне в частности: «Несмотря на монотонный и скупой сюжет, эти полотна поражают своим разнообразием. В них, как, впрочем, и во всех работах г-на Моне, сказывается композиционное мастерство, умение расположить предметы на полотне, что являлось всегда одной из сильных сторон художника». Далее он подробно описывает свои впечатления от «вокзалов» и в конце статьи резюмирует: «во всех этих вещах налицо та всеоживляющая сила, которую умеет придавать им только г-н Моне».
В целом выставка оценивалась как неудачная, художники не смогли даже отбить вложенные в организацию деньги. Моне продал четыре работы из серии, причём три из них (W439, W440 и W445) выкупил Эрнест Ошеде, а одну (W442) приобрёл врач Жорж де Беллио накануне открытия.
Впоследствии вся серия «Вокзал Сен-Лазар» была признана одним из выдающихся шедевров раннего импрессионизма. Профессор Академии художеств В. И. Раздольская писала: «В этих картинах Моне смело утверждает новое понимание прекрасного в, казалось бы, прозаическом сюжете. Глаз художника открывает в нём бесконечные цветовые оттенки, а присущее ему композиционное воображение помогает объединить разрозненные наблюдения в целостную картину, исполненную захватывающей мощи. Смелость и динамика пространственных и света-теневых отношений, напряжённость цветовых контрастов делают эти полотна своеобразным романтическим апофеозом техники, в котором фантасмагория света преображает обыденность в чудо». Другой исследователь отмечал: «„Вокзалы“ Моне по масштабу и значимости — в одном ряду с „Соборами“ и „Нимфеями“. А по новизне мотива, по способности сделать достоянием новейшего искусства жёсткую технократическую реальность „железного века“, сохранив и упрочив при этом автономию и свободу искусства, „Вокзалы“ сравнимы лишь с „Железной дорогой“ Мане и городскими видами Кайботта. <…> Эти полотна, в числе которых есть и почти фрагментарные, укрупнённые композиции, напоминают отчасти и монтажные контрасты кино. Роднит их — кроме, разумеется, мотива — поразительная „сила мгновенности“, растворённость предметов в меняющейся словно на глазах световоздушной среде, наполненной призрачно подвижным паром, причудливым танцем прозрачных теней, „нематериальность“ которых могла бы контрастировать с грузными тушами локомотивов. Но и они, эти тяжёлые, тёмные, казалось бы вовсе лишённые поэтичности машины, стали на холстах Моне прекрасными кусками живописи, не потеряв, однако, красоты своих логичных и стройных индустриальных форм».

### Эскизы
В собрании музея Мармоттан-Моне хранятся записные книжки художника, в которых имеется несколько набросков-рисунков вокзала Сен-Лазар и его окрестностей. После смерти Клода Моне они вместе со всем остальным имуществом были унаследованы сыном художника Мишелем Моне. В 1966 году, после гибели Мишеля Моне в автокатастрофе, все произведения его отца, согласно завещанию, поступили в дар Французской академии изящных искусств и были переданы в собрание музея Мармоттан, который впоследствии получил имя Моне. Среди прочих работ Клода Моне в музее оказались и его записные книжки и черновики. Наброски для «Вокзала Сен-Лазар» описаны в каталоге-резоне, составленном Д. Вильденштейном, под номерами D150, D151, D152, D153 и D154. Современный исследователь главный научный сотрудник Русского музея М. Ю. Герман отмечает, что рисунки «отличаются внимательной, документальной точностью» и далее пишет: «На рисунках видно, насколько этот поэт затуманенных, растворённых в свету форм умеет жёстко строить структуру предметной среды, организовывать пространство и уже в набросках видеть непреклонную сбалансированность будущей композиции и, наконец, совершенное владение линией».
- D150. Эскиз для W448: вид ниже моста Европы (он виден слева)
- D151. Эскиз для W443: вид за мостом Европы, на заднем плане два входа в туннель Батиньоль, над которым возвышаются здания
- D152. Эскиз ориентирован, как и D151, в направлении, противоположном вокзалу, но с менее удалённой точки, при этом мост Европы остаётся невидимым
- D153. Показан общий вид, который будет использован Моне для картин W440 и W441
- D154. Некоторые элементы этого эскиза задействованы в W438 и W439.

## Список картин
| Изображение и № по каталогу Вильденштейна | Название, каталожные данные и местонахождение | Сведения о провенансе |
| ----------------------------------------- | --- | --- |
| W438                                      | Вокзал Сен-Лазар, фр. La Gare Saint-Lazare. 75 × 105 см. Орсе, Париж, Франция (инв. № RF 2775, INV 363)                                                                       | Изображена часть вокзала, используемая для пригородных сообщений. В апреле 1877 года картина была показана публике на Третьей выставке импрессионистов. 10 марта 1878 года куплена у художника Гюставом Кайботтом. После смерти Кайботта по его завещанию перешла в собственность Франции и 23 марта 1896 года была определена в состав собрания Люксембургского музея. С 31 января 1929 года числилась в собрании Лувра и с 1947 года выставлялась в галерее «Жё-де-Пом», откуда в 1986 году была передана в музей Орсе. |
| W439                                      | Вокзал Сен-Лазар, прибытие поезда, фр. La Gare Saint-Lazare, arrivée d'un train. 83 × 101,3 см. Гарвардский художественный музей, Кэмбридж, Массачусетс, США (инв. № 1951.53) | Изображена часть вокзала, используемая для пригородных сообщений. В апреле 1877 года картина была показана публике на Третьей выставке импрессионистов и в том же году выкуплена у художника Эрнестом Ошеде. Однако Ошеде вскоре разорился и картина оказалась в собрании Шарля Дёдона из Парижа. В 1919 году выставлена на продажу в галерее Поля Розенберга и около 1923 года перешла в коллекцию Эмиля Штауб-Терлиндена из Меннедорфа в Швейцарии. Впоследствии находилась в галерее Вильденштейнов и около 1946 года была продана Морису Уиртхайму из Нью-Йорка. В 1951 году, согласно его завещанию, картина перешла в собственность Музея Фогга при Гарвардском университете, впоследствии вошедшем в состав Гарвардского художественного музея. |
| W440                                      | Вокзал Сен-Лазар, поезд в Нормандию, фр. La Gare Saint-Lazare, le train de Normandie. 60,3 × 80,2 см. Чикагский институт искусств, Чикаго, Иллинойс, США (инв. № 1933.1158)   | Изображена часть вокзала, предназначенная для поездов дальнего следования, расположенная вдоль улицы Амстердам. В апреле 1877 года картина была показана публике на Третьей выставке импрессионистов и в том же году выкуплена у художника Эрнестом Ошеде. Однако Ошеде вскоре разорился и 18 февраля 1878 года картина была выставлена на распродаже собрания Ошеде в аукционном доме «Отель Друо», где её приобрёл Жорж де Беллио. С 1894 года картина находилась в собрании дочери де Беллио Викторины Доноп де Монши и затем её сына Эжена Донопа де Монши. С 1899 года картина выставлялась в галерее «Бернхайм-Жён», затем последовательно находилась в галереях Поля Розенберга и Поля Дюран-Рюэля. 13 октября 1911 года Дюран-Рюэль продал картину Мартину А. Раерсону из Чикаго. В 1933 году по его завещанию перешла в собственность Чикагского института искусств.                            |
| W441                                      | Вокзал Сен-Лазар, фр. La Gare Saint-Lazare. 54,3 × 73,6 см. Лондонская национальная галерея, Лондон, Великобритания (инв. № NG6479)                                           | Изображена часть вокзала, предназначенная для поездов дальнего следования, расположенная вдоль улицы Амстердам. Первым владельцем картины был Огюст Пельерин. В 1900 году картина была выставлена на продажу в галерее «Бернхайм-Жён», где её выкупил Лазар Веийе. 29 ноября 1901 года картина была выставлена на распродаже собрания Веийе в аукционном доме «Друо», где её приобрёл Оскар Шмидт из Дрездена. Впоследствии картина выставлялась в галерее Вильденштейнов и с 1936 года принадлежала Сэмюэлу Курто из Лондона. С 1947 года находилась в собрании Кристофера Макларена из Великобритании. В 1982 году на частное пожертвование приобретена для Лондонской национальной галереи. |
| W442                                      | Мост Европы, вокзал Сен-Лазар, фр. Le Pont de l'Europe, gare Saint-Lazare. 65 × 81 см. Музей Мармоттан-Моне, Париж, Франция (инв. № 4015)                                     | Вид на мост Европы, в сторону улицы Рим. В марте 1877 года выкуплена у художника Жоржем де Беллио, а в апреле того же года была показана публике на Третьей выставке импрессионистов. С 1894 года картина находилась в собрании дочери де Беллио Викторины Доноп де Монши и затем её сына Эжена Донопа де Монши. В 1957 году их наследниками по завещанию передана в дар Французской академии изящных искусств и определена в состав собраний музея Мармоттан (впоследствии получившего имя Моне). |
| W443                                      | Вид на вокзал Сен-Лазар, эффект солнца, фр. Extérieur de la gare Saint-Lazare, effet de soleil. 60 × 80 см. Частная коллекция (Кристис, 8 мая 2018)                           | Изображены подъездные пути между мостом Европы и старым туннелем Батиньоль, вход в который виден на заднем плане. Первым владельцем картины стал барон Раймондо Франкетти из Венеции. 31 августа 1897 года её приобрёл Поль Дюран-Рюэль. С 1933 года выставлялась в нью-йоркской галерее наследников Дюран-Рюэля, где 6 июня 1934 года она была выкуплена для художественного музея Род-Айлендской школы дизайна. 22 июля 1944 года продана в галерею Вильденштейнов, откуда в 1952 году перешла в собрание Ли Б. Блока из Чикаго. Вскоре была выставлена в галерее Сэма Зальца и в январе 1958 года была продана в коллекцию Дэвида Рокфеллера-младшего. 8 мая 2018 года была продана на торгах в аукционном доме «Кристис» в неназванную частную коллекцию за 32,9 млн долларов США. |
| W444                                      | Вид на вокзал Сен-Лазар, прибытие поезда, фр. Extérieur de la gare Saint-Lazare, arrivée d'un train. 60 × 72 см. Коллекция Пола Перальта-Рамоса, Нью-Мексико, США             | Изображены подъездные пути между мостом Европы и старым туннелем Батиньоль, вход в который виден на заднем плане. В 1877 году была показана публике на Третьей выставке импрессионистов, однако в дальнейшем следы её потерялись. Через 20 лет, 29 мая 1897 года, картина была выставлена на распродаже в аукционном доме «Отель Друо», где была приобретена Грискомом из Филадельфии. В 1898 году выставлялась на продажу в нью-йоркской галерее Поля Дюран-Рюэля. С 1942 года принадлежала Генри Хаттлсону Роджерсу из Нью-Йорка, а с 1970 года находится в коллекции Пола Перальта-Рамоса из Нью-Мексико, США. |
| W445                                      | Подъездные пути на вокзале Сен-Лазар, фр. Les Voies à la sortie de la gare Saint-Lazare. 60,5 × 81,1 см. Художественный музей Пола в Хаконе, Канагава, Япония.                | Изображена часть вокзала, предназначенная для поездов дальнего следования. В марте 1877 года выкуплена у художника Эрнестом Ошеде, однако Ошеде вскоре разорился и 18 февраля 1878 года картина была выставлена на распродаже собрания Ошеде в аукционном доме «Друо», где её приобрёл Жорж де Беллио. С 1894 года картина находилась в собрании дочери де Беллио Викторины Доноп де Монши и затем её сына Эжена Донопа де Монши. Далее картина была выставлена на продажу в парижской галерее «Эссель», откуда в 1916 году была выкуплена Полем Дюран-Рюэлем. С 1937 года принадлежала Элин Барнсдалл, США. В 1957 году выставлена на продажу в нью-йоркской галерее «Недлер» и с 1957 года принадлежала Миноту К. Милликену, после чего оказалась в частной коллекции в Японии, откуда поступила в собрание Художественного музея Пола в Хаконе, провинция Канагава, Япония.                           |
| W446                                      | Вокзал Сен-Лазар, вид снаружи, фр. La Gare Saint-Lazare, vue extérioure. 60 × 80 см. Частная коллекция (Кристис, 20 июня 2018)                                                | Изображена часть вокзала, предназначенная для поездов дальнего следования, со старыми залами справа, вдоль улицы Амстердам, а на заднем плане — мост Европы. Выставлялась в галерее «Бернхайм-Жён», с 1912 года находилась в собрании музея Фолькванг в Эссене, однако вскоре была выставлена на продажу в галерее Георга Каспари в Мюнхене и с 1924 года вновь выставлялась в галерее «Бернхайм-Жён». 8 ноября 1926 года её выкупил Поль Дюран-Рюэль и выставил на продажу в своей нью-йоркской галерее. 14 декабря 1942 года картину купил Генри Хаттлстон Роджерс из Нью-Йорка. С 1970 года принадлежала Полу Перальта-Рамосу из Нью-Мексико. Затем картина выставлялась в нью-йоркской галерее «Аквавелла», где в 1985 году была продана в коллекцию Перри и Нэнси Ли Басс. 20 июня 2018 года была выставлена на торги в аукционном доме «Кристис» и была продана за без малого 25 млн долларов США. |
| W447                                      | Вокзал Сен-Лазар, вид снаружи, фр. La Gare Saint-Lazare, vue extérioure. 64 × 81 см. Частная коллекция, Франция                                                               | Вид на вокзал из-под моста Европы в сторону улицы Амстердам. В апреле 1877 года картина была показана публике на Третьей выставке импрессионистов. В марте 1878 года куплена у художника Гюставом Кайботтом. После смерти Кайботта согласно его завещанию должна была перейти в собственность государства, однако французские чиновники отказались её принимать. Долгое время оставалась в семье наследников Кайботта и впоследствии была продана некоему Шардо из Парижа, а далее оказалась в неустановленной частной коллекции во Франции. |
| W448                                      | Вокзал Сен-Лазар снаружи (семафоры), фр. La Gare Saint-Lazare à l'extérioure (le signal). 65 × 81,5 см. Музей земли Нижняя Саксония, Ганновер, Германия (инв. № PNM 941)      | Вид на вокзал в направлении улицы Амстердам, с левого края виден мост Европы. В апреле 1877 года картина была показана публике на Третьей выставке импрессионистов. В марте 1878 года куплена у художника Гюставом Кайботтом. После смерти Кайботта согласно его завещанию должна была перейти в собственность государства, однако французские чиновники отказались её принимать. Долгое время оставалась в семье наследников Кайботта и впоследствии была продана некоему Шардо из Парижа. Далее выставлялась в лондонской галерее «Эгню», где была приобретена Жюлем Брауншвигом из Парижа. В 1979 году перешла в собственность музея земли Нижняя Саксония в Ганновере. |
| W449                                      | Углубление перед тоннелем Батиньоль, фр. La Tranchée des Batignolles. 38 × 46 см. Коллекция Рейнгольда Вюрта, Австрия/Германия                                                | Вид с путепровода, ведущего к улице Лежандр, на углубление к северу от туннеля Батиньоль. Долгое время местонахождение картины не было установлено, её существование подтверждалось лишь документами, опубликованными в 1953 году. Впоследствии стало известно, что картина находится в собрании Рейнгольда Вюрта. |